# Ercole Corazzi
Ercole Corazzi (1689-1726) fue un benedictino del monte Oliveto, matemático, miembro del Instituto de Bolonia y de la academia de los ingegnosi y literato de Italia.

## Biografía
Ercole estudió filosofía y las matemáticas en las principales universidades de Italia, dándose a conocer en todas ellas por su esmero, por su suma aptitud y por el calado de sus ideas, y su apego a las ciencias exactas no le imposibilitó el que se enfrascara al cultivo de la literatura, reuniendo a estos saberes positivos la virtud de comunicarla con igual fluidez y con una distinción poco común.
Ercole se dedicó ante todo a la ciencia del análisis, luego el álgebra, y por último la teoría de las fortificaciones en la universidad de Bolonia, y el rey de Cerdeña le hizo magníficas proposiciones si se decidía pasar a Turín, y como Ercole accedió a esta sugerencia del rey enseñó las matemáticas trascendentales en esta ciudad con gran encomio, desde 1720 hasta su muerte en octubre de 1726.
En cuanto, al carácter algo bullicioso de Ercole le creó varios adversarios, de modo que su óbito se imputa a los disgustos que estos le ocasionaron, y sobre su faceta literaria escribió sobre objetos de la física, sobre la casa de Plinio descubierta en Laurentino, sobre una enfermedad contagiosa en el ganado, sobre las inundaciones del río Reno, un elogio del pintor Liguani, defensa de la arquitectura militar de Francesco De Marchi (1504-1576) ante las apreciaciones de Alain Manesson-Mallet (1630-1706), varios discursos pronunciados en diversas academias, varias poesías latinas, y una disertación publicada en 1720 sobre la cuadratura del círculo.

## Obras
- Dissertationes tres Herculis Corazzi Abbatis Olivetani, 1717.
- De Rheni inundationes, 1718.
- Un elogio de Carlos Liguani, 1720.
- La architettura militare di Francesco Marchi.., 1720.
- Orationes duae habitae: de usu matheseos in civil et militari architectura, 1720.
- Illustrissimo domino Antonio Sebastiano Trombelli..., Typis Rossi, 1720.
- Oratio Bononiae habita ad novum scientiarum et artium institum inaugurandum
- Otras